# Gualchos
Gualchos es una localidad y municipio español situado en la parte central de la comarca de la Costa Granadina, en la provincia de Granada, comunidad autónoma de Andalucía. A orillas del mar Mediterráneo, este municipio limita con los de Motril y Lújar. Cuenta con una población de 5309 habitantes (INE 2024).
El municipio gualchero comprende los núcleos de población de Castell de Ferro —capital municipal—, El Romeral, Gualchos y Jolúcar.

## Historia
Los restos arqueológicos están datados unos 3000 años antes de Cristo. Próximo a la localidad y en el pico del Águila, se encuentra la cueva de las Campanas situada en la vertiente oeste, a 445 m s. n. m. de altitud. Al parecer es una de las cuevas más importantes de la provincia de Granada, no solo por sus dimensiones y amplio recorrido, si no por sus yacimientos neolíticos.
En 1887 fue suspendido el ayuntamiento de Gualchos debido a irregularidades en la gestión administrativa, exceso de atribuciones y quebranto de disposiciones legales por el alcalde y concejales.
La localidad goza desde 1901 del título de villa, concedido por el rey Alfonso XIII por el aumento de su población y el progreso de su agricultura, industria y comercio.

## Geografía
Gualchos tiene una superficie de 31,03 km². El municipio cuenta con cuatro núcleos de población: Castell de Ferro, El Romeral, la villa de Gualchos y Jolúcar, aunque el ayuntamiento se encuentra en Castell de Ferro, capital del municipio, lugar al que fue trasladado por contar con más habitantes. Gualchos está separado de Castell de Ferro por unos 5 kilómetros y es un típico pueblo encalado de la Alpujarra Baja granadina, también llamada Contraviesa, asentado en un paraje rocoso con vistas al Mediterráneo y con la Sierra de Lújar y Sierra Nevada a sus espaldas.
Está integrado en la comarca de Costa Granadina, situándose la capital, Castell de Ferro, a 82 kilómetros de la capital provincial. El término municipal está atravesado por la autovía A-7 y por la carretera N-340 entre los pK 346 y 353.
El relieve del municipio es predominantemente montañoso, salvo la zona más oriental, por donde discurre la rambla de Gualchos, en cuya desembocadura en el mar se encuentran Castell de Ferro y las playas de la localidad. La zona costera occidental es más escarpada y tan solo cuenta con alguna pequeña cala. La orografía del territorio es debida a la cercana Sierra de Lújar, que genera un rápido ascenso hasta los 700 m de altitud. La localidad de Castell de Ferro se alza a 10 m sobre el nivel del mar, mientras que la de Gualchos, se encuentra a unos 330 m sobre el nivel del mar.
| Noroeste: Motril | Norte: Lújar          | Noreste: Lújar            |
| Oeste: Motril    | Puntos cardinales     | Este: Lújar               |
| Suroeste: Motril | Sur: mar Mediterráneo | Sureste: mar Mediterráneo |

### Clima
El clima de Gualchos es mediterráneo subtropical, por tanto es suave en invierno y verano, sin grandes cambios de temperatura entre el día y la noche. Esto lo convierte en un sitio privilegiado para el turismo y la producción intensiva de hortícolas y frutas subtropicales, los principales motores de su economía.

### Entorno natural
El entorno del pico de Águila cuenta con elementos de notable valor, donde crecen espontáneamente y sin ningún tipo de cultivo la pita, esparto, palmito, varias especies de tomillo y otras plantas medicinales como la zahareña (cola de gato), empleada para curar las heridas, según la creencia popular, aunque los locales le atribuyen otras propiedades. También se pueden encontrar especies de fauna autóctona como cabras montesas, jabalíes, conejos o liebres.

## Demografía
Gualchos cuenta con una población de 5309 habitantes (INE 2024).

### Evolución de la población
| Gráfica de evolución demográfica de Gualchos entre 1842 y 2021 |
| |
| Población de derecho según los censos de población del INE Población de hecho según los censos de población del INEEn 1857 disminuye el término del municipio porque independiza a Castell de Ferro En 1860 crece el término del municipio porque incorpora a Castell de Ferro |

| Nacionalidad | Hombres | Mujeres | Total | %      | Proporción |
| ------------ | ------- | ------- | ----- | ------ | ---------- |
| Española     | 1797    | 1723    | 3520  | 66.5 % |            |
| Extranjera   | 1040    | 732     | 1772  | 33.4 % |            |

En temporada turística su población puede llegar a triplicarse.

## Economía

### Evolución de la deuda viva municipal
| Gráfica de evolución de la deuda viva del Ayuntamiento de Gualchos entre 2008 y 2019                                |
| |
| Deuda viva del Ayuntamiento de Gualchos en miles de euros según datos del Ministerio de Hacienda y Función Pública. |

## Administración y política
Los resultados en Gualchos de las últimas elecciones municipales, celebradas en mayo de 2023, son:
| Elecciones Municipales - Gualchos (2023) | Elecciones Municipales - Gualchos (2023)               | Elecciones Municipales - Gualchos (2023) | Elecciones Municipales - Gualchos (2023) | Elecciones Municipales - Gualchos (2023) |
| Partido político                         | Partido político                                       | Votos                                    | Votos                                    | Concejales                               |
| ---------------------------------------- | ------------------------------------------------------ | ---------------------------------------- | ---------------------------------------- | ---------------------------------------- |
|                                          | Partido Socialista Obrero Español (PSOE)               | 916                                      | 48,15 %                                  | 7                                        |
|                                          | Partido Popular (PP)                                   | 743                                      | 39,06 %                                  | 5                                        |
|                                          | Vecinos Gualchos Castell de Ferro El Romeral (VECINOS) | 225                                      | 11,82 %                                  | 1                                        |

### Alcaldes
| Legislatura | Nombre                                                                  | Grupo |
| ----------- | ----------------------------------------------------------------------- | ----- |
| 1979-1983   | José Gutiérrez Paredes                                                  | UCD   |
| 1983-1987   | José Jódar Maldonado                                                    | PSOE  |
| 1987-1991   | Miguel Cabrera Castillo (1987-1989) Miguel Torres Maldonado (1989-1991) | PSOE  |
| 1991-1995   | Miguel Torres Maldonado                                                 | PSOE  |
| 1995-1999   | Miguel Torres Maldonado                                                 | PSOE  |
| 1999-2003   | Miguel Torres Maldonado                                                 | PSOE  |
| 2003-2007   | Miguel Torres Maldonado                                                 | PSOE  |
| 2007-2011   | Miguel Díaz Juárez                                                      | PSOE  |
| 2011-2015   | Eloy Martín Cabrera                                                     | PP    |
| 2015-2019   | Antonia María Antequera Rodríguez                                       | PSOE  |
| 2019-2023   | Antonia María Antequera Rodríguez                                       | PSOE  |
| 2023-act.   | Antonia María Antequera Rodríguez                                       | PSOE  |

## Cultura
Entre sus patrimonio arquitectónico destaca la iglesia de San Miguel, que ocupa el lugar de la antigua mezquita, construida en 1502, y que cuenta con un retablo y la figura del patrón San Miguel. Otro de los lugares es la Fuente la Mina.
Desde el mirador de Gualchos se puede divisar el pueblo de Gualchos y la sierra de Lújar, así como el castillo romano de Castell de Ferro y el mar Mediterráneo al fondo.
También destaca el yacimiento arqueológico de la Rijana. El peñón sobre el que se encuentra el yacimiento divide dos calas: La Rijana y La Rijanilla. De época califal hay restos de una fortificación destinada a albergar a un grupo de hombres que vigilaban dichas calas. En la nazarí se aprovechó toda la plataforma rocosa, tanto para habitación como para defensa; y en época cristiana se construyeron los dos elementos más conocidos: la torre y el aljibe. En la parte baja del acantilado se encuentran los restos de una estructura hidráulica tardorromana.
La Torre de la Rijana data de finales del siglo XVI-principios del XVII, y se levantó sobre una antigua estructura califal reutilizada en época nazarí. Su planta es rectangular realizada en mampostería con mortero de cal y arena, tiene una altura de 3,5 m. Adosada a la torre existe una habitación de planta rectangular con restos del arranque de una bóveda que correspondería al antiguo aljibe. De origen romano, según algunos estudios, tuvo diferentes usos a lo largo de su historia. Uno de ellos relata la historia de dos princesas moras llamadas Harra y Hanna, de donde procedería su nombre. Actualmente es una pequeña ruina inestable que domina una cala. Su fama creció tras el rodaje de la película Al sur de Granada.